# 2700
2700(이천칠백)은 2699보다 크고 2701보다 작은 자연수다.

## 수학
- 합성수로, 그 약수는 총 36개다. (1, 2, 3, 4, 5, 6, 9, 10, 12, 15, 18, 20, 25, 27, 30, 36, 45, 50, 54, 60, 75, 90, 100, 108, 135, 150, 180, 225, 270, 300, 450, 540, 675, 900, 1350, 2700)
  - 2700의 진약수의 합은 5980이므로, 2700은 과잉수다.
- 25번째 아킬레스 수다. 앞의 아킬레스 수는 2592, 다음은 2888이다.

## 과학·기술
- NGC 2700: 바다뱀자리 방향에 있는 항성.
- 노키아 2700 클래식(영어판): 노키아의 휴대 전화.
- 아타리 2700: 아타리의 취소된 가정용 비디오 게임 콘솔.
- 제록스 2700(영어판): 제록스의 흑백 레이저 프린터.

## 교통
- 2700계(일본어판): 일본에서 숫자 2700을 사용하는 철도 차량들을 일컫는 용어.

## 기타
- 연도: 2700년, 기원전 2700년

## 같이 보기
- 2000